# Zsuzsanna Sándor
Zsuzsanna Reka Sándor (Cluj-Napoca, 13 maggio 1963) è un'ex cestista rumena.

## Carriera
Con la Romania ha disputato i Campionati europei del 1985.